# Marsella (serie de televisión)
Marsella es una serie francesa creada por Dan Franck y protagonizada por Gérard Depardieu. La serie es la primera producción original francesa de Netflix, que encargó el proyecto de la serie el 10 de julio de 2015. La primera temporada de ocho episodios fue estrenada mundialmente en Netflix el 5 de mayo de 2016.
En junio de 2016, Netflix confirma la renovación de la serie para una segunda temporada, que será emitida a lo largo de 2017.

## Emisión
La serie fue estrenada mundialmente en Netflix en mayo de 2016, y los dos primeros episodios se retransmitieron una semana después en el canal TF1.

## Argumento
Después de 20 años como alcalde de Marsella, Robert Taro (Depardieu), entra en una guerra de sucesión con su antiguo protegido convertido ahora en rival Lucas Barres. (Benoît Magimel).

## Elenco

### Personajes Principales
| Actor             | Personaje          |
| ----------------- | ------------------ |
| Gérard Depardieu  | Robert Taro        |
| Benoît Magimel    | Lucas Barrès       |
| Géraldine Pailhas | Rachel Taro        |
| Stéphane Caillard | Julia Taro         |
| Nadia Fares       | Vanessa d'Abrantes |

### Personajes Secundarios
| Actor              | Personaje        |
| ------------------ | ---------------- |
| Guillaume Arnault  | Eric             |
| Hedi Bouchenafa    | Farid            |
| Nassim Si Ahmed    | Selim            |
| Jean-René Privat   | Cosine           |
| Pascal Elso        | Pierre Chasseron |
| Carolina Jurczak   | Barbara          |
| Eric Savin         | Pharamond        |
| Hippolyte Girardot | Dr. Osmond       |
| Lionel Erdogan     | Alain Costabone  |

## Episodios

### Primera temporada
| N.º serie | N.º de temporada | Título                             | Dirigido por        | Escrito por | Fecha de emisión  |
| --- | ---------------- | ---------------------------------- | ------------------- | ----------- | ----------------- |
| 1 | 1                | «"20 años"»                        | Florent Emilio-Siri | Dan Franck  | 5 de mayo de 2016 |
| Mientras el alcalde de Marsella (Robert Taro) busca apoyos para su controvertido proyecto del Casino, su pupilo (Lucas Barrès) se prepara para dar un paso muy audaz. |                  |                                    |                     |             |                   |
| 2 | 2                | «"Hombre de paja"»                 | Florent Emilio-Siri | Dan Franck  | 5 de mayo de 2016 |
| Mientras Barrès y Taro planean sus siguientes movimientos, un acto brutal sacude la ciudad. Rachel intenta averiguar que le oculta su marido.                         |                  |                                    |                     |             |                   |
| 3 | 3                | «"Cocodrilo"»                      | Florent Emilio-Siri | Dan Franck  | 5 de mayo de 2016 |
| Unos mensajes misteriosos ponen en vilo a Taro mientras busca un atajo para volver a la campaña. Rachel se esfuerza por aceptar su nuevo futuro.                      |                  |                                    |                     |             |                   |
| 4 | 4                | «"Propaganda"»                     | Florent Emilio-Siri | Dan Franck  | 5 de mayo de 2016 |
| Con el partido descontrolado, Barrès se vuelve más audaz con sus ataques. Taro descubre algo sorprendente del pasado de su rival.                                     |                  |                                    |                     |             |                   |
| 5 | 5                | «"Cara a cara"»                    | Florent Emilio-Siri | Dan Franck  | 5 de mayo de 2016 |
| Julia se enfrenta a Lucas cuando su padre le confiesa sus dudas sobre la campaña. Eric está celoso y quiere desprestigiar a Sélim.                                    |                  |                                    |                     |             |                   |
| 6 | 6                | «"Libertad, igualdad, sin piedad"» | Florent Emilio-Siri | Dan Franck  | 5 de mayo de 2016 |
| Un correo anónimo aviva la tensión entre Robert y Rachel. Julia idea un plan de campaña muy astuto. Farid intenta amañar la votación.                                 |                  |                                    |                     |             |                   |
| 7 | 7                | «"Ha votado"»                      | Florent Emilio-Siri | Dan Franck  | 5 de mayo de 2016 |
| Después de unas campañas caracterizadas por cambio de lealtades y de ideología radicales, se acerca la votación decisiva.                                             |                  |                                    |                     |             |                   |
| 8 | 8                | «"La lucha final"»                 | Florent Emilio-Siri | Dan Franck  | 5 de mayo de 2016 |
| El bombazo del debate inclina la balanza. Julia visita la cárcel y empieza a atar los cabos de una historia que lleva mucho años enterrada.                           |                  |                                    |                     |             |                   |

## Recepción
En Francia la serie recibió críticas mayoritariamente negativas. Pierre Sérisier en Le Monde describió la serie como un "accidente industrial". Télérama dio a la serie una "tarjeta roja", mientras Alain Carrazé en Europe 1 se refirió a ella como un show de “los 90” con "con diálogos ridículos y acartonados".